# Vicente Azuero
Vicente Azuero Plata, né le 21 avril 1787 à Oiba et mort le 28 septembre 1844 à La Mesa, fut un avocat, un homme politique et un journaliste colombien. Il fut l'un des piliers de ce qui s'appela par la suite parti libéral et l'un des principaux collaborateurs de Francisco de Paula Santander.